# Celina Jesionowska
Celina Jesionowska (późniejsze nazwiska Gerwin i Orzechowska, ur. 3 listopada 1933 w Łomży) – polska lekkoatletka, medalistka olimpijska.

## Życiorys
Startowała w sprincie, a pod koniec kariery na 400 metrów. Zdobyła brązowy medal podczas igrzysk olimpijskich w (1960) w Rzymie w sztafecie 4 × 100 metrów (wraz z Teresą Wieczorek, Barbarą Janiszewską i Haliną Richter). Indywidualnie dotarła do półfinału biegu na 200 metrów.
Wzięła udział w trzech mistrzostwach Europy. W Bernie (1954) zajęła 5. miejsce w sztafecie 4 × 100 metrów (z Marią Ilwicką, Barbarą Lerczak i Marią Kusion), a w biegu na 100 metrów odpadła w półfinale. W Sztokholmie (1958) zdobyła brązowy medal w sztafecie 4 × 100 m (w tym samym składzie), a w biegach na 100 m i 200 m dotarła do półfinałów. W swym ostatnim występie w Budapeszcie (1966) startowała na 400 metrów; odpadła w przedbiegach.
Przez większość kariery była zawodniczką CWKS Legia Warszawa.
Siedmiokrotnie zdobywała mistrzostwo Polski:
- bieg na 400 metrów – 1964, 1965 i 1966,
- sztafeta 4 × 100 metrów – 1957, 1958, 1959 i 1960.

## Rekordy życiowe
- Bieg na 100 metrów – 11,8 s
- Bieg na 200 metrów – 23,8 s
- Bieg na 400 metrów – 55,4 s
- Bieg na 80 metrów przez płotki – 11,0 s
- skok w dal – 5,85 m